# Stargate (videojuego de 1995)
Stargate es un videojuego de plataformas lanzado por Acclaim Entertainment para el Super Nintendo Entertainment System y el Sega Genesis/Mega Drive. El juego narra las aventuras del Coronel Jack O'Neil mientras intenta liberar a los esclavos de Abydos, derrotar a Ra, y retornar su equipo de vuelta a casa usando el stargate. El juego está basado en la película de 1994 del mismo nombre.